# Edel Hætta Eriksen

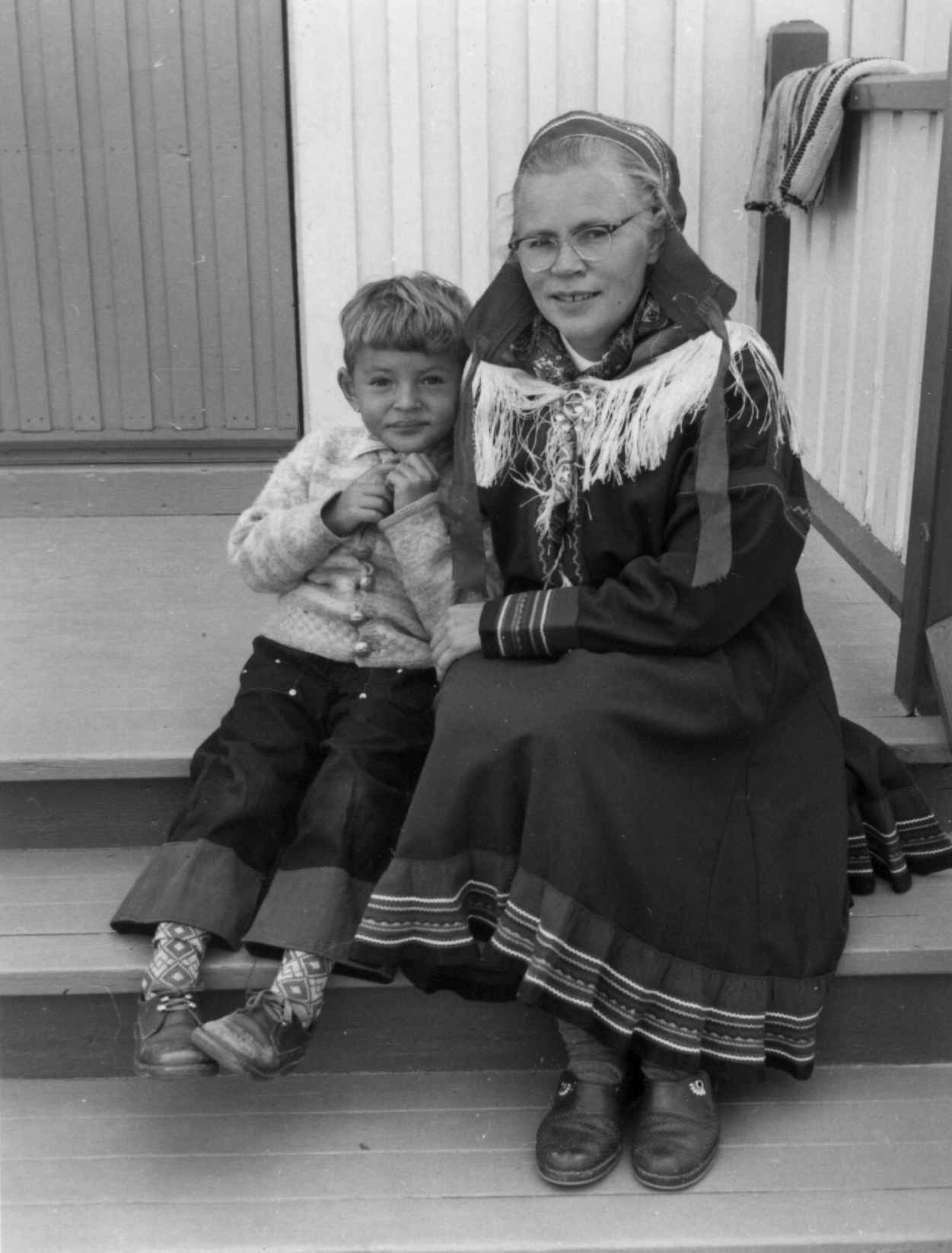
Edel Hætta Eriksen, 1956

Edel Berit Kristine Hætta Eriksen (* 17. Oktober 1921 in Guovdageaidnu (Kautokeino); † 13. August 2023) war eine norwegisch-samische Pädagogin und Kulturpolitikerin. Sie setzte sich für die Anerkennung der samischen Sprachen und der samischen Kultur ein.

## Leben
Edel Hætta Eriksen wuchs zunächst in Guovdageaidnu (norwegisch Kautokeino) auf. Später zog sie nach Vadsø um, wo sie die Mittelschule besuchte. Dort wurde sie in norwegischer Sprache unterrichtet, was ihr zunächst Schwierigkeiten bereitete, obwohl sie in Guovdageaidnu auch Norwegisch gelernt hatte. Auch aufgrund ihrer Erfahrungen dort kämpfte sie später für die Wertschätzung der samischen Kultur.
Im Jahr 1949 beendete Eriksen ihre Ausbildung zur Lehrerin in Tromsø. Danach kehrte sie als Lehrerin an die Grundschule in ihrem Heimatort Guovdageaidnu zurück. Dort unterrichtete sie teilweise in ihrer Muttersprache, was deshalb besonders war, da es zu dieser Zeit Schülern noch verboten war, Samisch in der Schule zu sprechen. In den 1950er-Jahren saß Eriksen zwei Legislaturperioden lang im Kommunalparlament von Guovdageaidnu. Später ging sie nach Oslo, um dort an der Universität Samisch zu studieren und so besser ihre Muttersprache unterrichten zu können. Ihr Examen legte sie dort im Jahr 1965 ab. Ab 1969 leitete sie die Grundschule in Guovdageaidnu als Rektorin.
Von 1956 bis 1963 sowie erneut von 1974 bis 1977 engagierte sie sich im Samenrat. Später sagte sie, dass diese Organisation keine Macht hätte und deshalb Forderungen, das samische Parlament Sameting abzuschaffen und wieder zurück zum Samenrat zu kehren, falsch seien. Im Jahr 1977 wurde sie die erste Direktorin des Samischen Bildungsrates, der gegründet wurde, nachdem das norwegische Parlament Storting beschloss, dass die samische Kultur zu beschützen sei. 
Eriksen starb am 13. August 2023 im Alter von 101 Jahren.

## Auszeichnungen
- 1988: Sankt-Olav-Orden (Ritter, 1. Klasse)
- 1990: Ehrenpreis des Samenrats[4]